# Frederick William Anderson (homme politique)
Pour les articles homonymes, voir Frederick William Anderson et Anderson.
Frederick William Anderson (28 septembre 1883-28 avril 1955) est un homme politique canadien de la Colombie-Britannique. Il est député provincial libéral de la circonscription britanno-colombienne de Kamloops de 1916 à 1924. 

## Biographie
Né à Ottawa en Ontario, Anderson étudie sur place et à l'université McGill. Après avoir œuvré sur plusieurs projets de construction à travers le Canada, il s'installe à Kamloops en Colombie-Britannique où il opère une ferme d'élevage.
Il sert comme whip du gouvernement à l'Assemblée législative. Durant la Première Guerre mondiale, il est lieutenant dans le Corps expéditionnaire canadien.
Anderson meurt à Vancouver en avril 1955 à l'âge de 71 ans.
Son beau-père, Gordon Edward Corbould (en), est député fédéral conservateur de New Westminster de 1890 à 1896.